# Canton (Missouri)
Canton é uma cidade localizada no estado americano de Missouri, no Condado de Lewis.

## Demografia
Segundo o censo americano de 2000, a sua população era de 2557 habitantes.
Em 2006, foi estimada uma população de 2500, um decréscimo de 57 (-2.2%).

## Geografia
De acordo com o United States Census Bureau tem uma área de
6,6 km², dos quais 5,9 km² cobertos por terra e 0,7 km² cobertos por água. Canton localiza-se a aproximadamente 183 m acima do nível do mar.

## Localidades na vizinhança
O diagrama seguinte representa as localidades num raio de 24 km ao redor de Canton.